# Buruji Kashamu
Buruji Kashamu (Ogún, 19 de mayo de 1958-Lagos, 8 de agosto de 2020) fue un político nigeriano.

## Biografía
Kashanu ofició como senador representando al Estado de Ogún en la Octava Asamblea Nacional y como vicepresidente del Comité del Senado sobre Gobierno Estatal y Local. Pertenecía al Partido Democrático Popular (PDP) y fue nombrado presidente del Comité de Organización y Movilización del PDP en la zona sudoccidental de Nigeria. En 2018 fue expulsado del partido, decisión que fue anulada posteriormente por un Tribunal Superior de Abuya en octubre del mismo año. Fue candidato a gobernador del Estado de Ogún en 2019 representando al PDP.
Murió en Lagos el 8 de agosto de 2020 por complicaciones derivadas de la  COVID-19, a los sesenta y dos años.